# Justin Jefferson
Justin Jamal Jefferson (St. Rose, Luisiana, 16 de junio de 1999), más conocido como Justin Jefferson, es un jugador profesional estadounidense de fútbol americano que se desempeña en la posición de wide receiver en Minnesota Vikings, equipo de la National Football League (NFL).

## Carrera
Fue seleccionado en la primera ronda en la Reunión Anual de Selección de Jugadores de la NFL de 2020. Hizo su debut profesional con el equipo Minnesota Vikings, donde lleva jugando cinco temporadas.